# Vincent Gentile
Vincent Gentile (...) è un attore italiano.
La sua principale attività nel mondo del cinema è quella di interprete e tra i lavori più interessanti la partecipazione nel film Ricomincio da tre (1981) di Massimo Troisi dove ha interpretato la parte di Frankie. Nel 1978 ha inoltre lavorato con Pasquale Squitieri nel film Corleone dove ha interpretato la parte di Cosimo.

## Filmografia

### Cinema
- L'orca assassina, regia di Michael Anderson (1977)
- Corleone, regia di Pasquale Squitieri (1978)
- Contro 4 bandiere, regia di Umberto Lenzi  (1979)
- Ricomincio da tre, regia di Massimo Troisi (1981)
- L'avvertimento, regia di Damiano Damiani (1980)
- Ciao nemico , regia di E.B. Clucher (1982)

### Televisione
- Un uomo da ridere, regia di Lucio Fulci – miniserie TV (1980)